# Charles Whitworth (1er comte Whitworth)
Charles Whitworth (29 mai 1752 - 13 mai 1825), connu sous les noms de Lord Whitworth entre 1800 et 1813 et de vicomte Whitworth entre 1813 et 1815, est un diplomate et homme politique britannique.

## Premières années
Il est l'aîné des trois fils (il y a aussi quatre filles) de Charles Whitworth (député) (en), député (neveu de Charles Whitworth (1er baron Whitworth)). Il naît à Leybourne Grange, Kent, le 19 mai 1752 et y est baptisé le 29 mai 1752. Il fait ses études à la Tonbridge School, avec James Cawthorn et "Mr. Towers" comme enseignants.
Il entre comme enseigne dans le premier régiment de gardes-pieds en avril 1772, il devient capitaine en mai 1781 et est finalement nommé le 8 avril 1783 lieutenant-colonel du 104e régiment.
En juin 1785, il est nommé envoyé extraordinaire et ministre plénipotentiaire en Pologne, pays dont Stanisław Poniatowski demeure le monarque nominal. Il est à Varsovie pendant la période troublée qui précède immédiatement la seconde partition. Rappelé au début de 1788, il est nommé envoyé extraordinaire et ministre plénipotentiaire en août suivant à Saint-Pétersbourg, poste qu'il occupe pendant près de douze ans.

## Ambassadeur à Saint-Pétersbourg

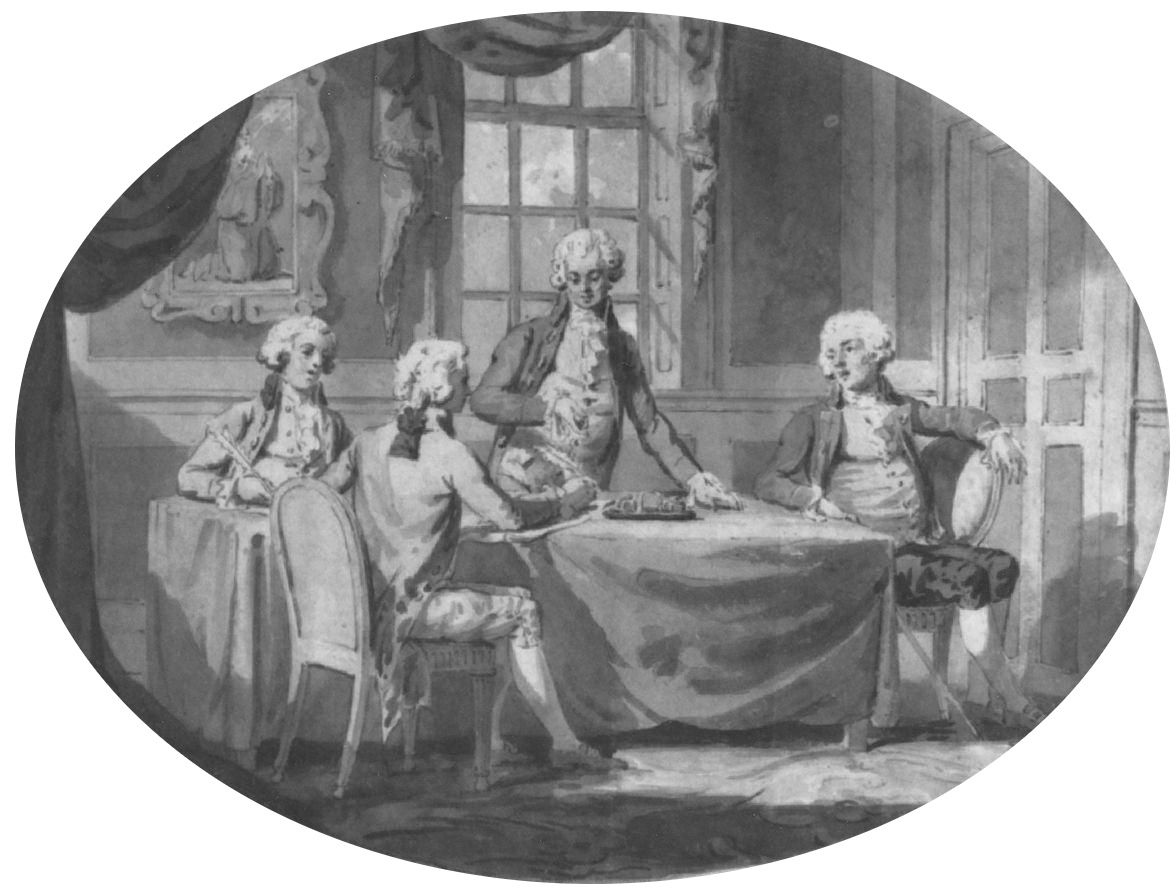
Les plénipotentiaires de Grande-Bretagne, de Hollande, de Prusse et de Russie signent le traité de 1791

Il est bien accueilli par Catherine II, qui est alors en guerre avec la Turquie, mais l'harmonie entre les deux pays est perturbée pendant l'hiver 1790-1791 par l'appui de William Pitt à la position du gouvernement prussien selon laquelle les trois alliés (la Grande-Bretagne, la Prusse et les Pays-Bas) ne peuvent impunément permettre que l'équilibre des forces en Europe de l'Est soit perturbé. Pitt espère, par la menace d'envoyer une flotte britannique sur la Baltique, contraindre la Russie à restituer sa principale conquête, Otchakiv et le territoire voisin jusqu'au Dniestr, et réaliser ainsi son idée de limiter l'ambition de la Russie au sud-est ainsi que celui de la France dans la partie nord-ouest de l'Europe. Le gouvernement russe répond par un refus de toute proposition de restitution.
On parle de guerre et Whitworth envoie un mémorandum dans lequel il insiste sur la force de la détermination de la tsarine et sur le grand déploiement de vigueur qui serait nécessaire pour la vaincre. Au printemps de 1791, il écrit au sujet d'un aventurier français, nommé Saint-Ginier, qui est apparu à Saint-Pétersbourg avec un plan visant à envahir le Bengale par le Cachemire. En juillet, il communique à George Grenville un récit circonstancié d'un complot pour brûler la flotte anglaise à Portsmouth au moyen d’irlandais et d’autres incendiaires à la solde russe. Pendant ce temps, Pitt est alarmé par l'opposition des parlementaires à sa politique russe. Edmund Burke et Charles James Fox prononcent tous deux de puissants discours contre la restitution d'Oczakow à la Sublime Porte. Début avril 1791, un messager est dépêché à Saint-Pétersbourg pour retenir l'ultimatum que Whitworth a reçu l'ordre de présenter à l'impératrice le 27 mars. Ses relations avec la cour russe sont pendant une courte période considérablement tendues. Catherine, ravie des récentes victoires d'Alexandre Souvorov, lui dit avec un sourire ironique: "Monsieur, puisque le roi, votre maître est déterminé à me chasser de Pétersbourg, j'espère qu'il me permettra de me retirer à Constantinople". Peu à peu cependant, sous l'influence de Madame Gerepzof, la sœur du favori, le célèbre Platon Alexandrovitch Zoubov, et à la suite de l'alerte émue dans l'esprit de Catherine par le cours que suivaient les choses en France, Whitworth récupère son influence.
L’influence de la Grande-Bretagne sur la paix finalement conclue lors du Traité d'Iași le 9 janvier 1792 n’est, il est vrai, guère plus que nominale, mais Whitworth obtient un crédit pour cette réalisation, ainsi que la croix de chevalier de l'Ordre du Bain (17 novembre 1793). La déclaration de Wraxall selon laquelle les relations entre Whitworth et Madame Gerepzof sont similaires à celles entre Marlborough et la duchesse de Cleveland est peu crédible.
Le rapprochement progressif des points de vue de la Russie et de l'Angleterre résulte principalement de la crainte commune de toute contagion révolutionnaire venant de la France. En février 1795, Catherine est amenée à signer un traité préliminaire, aux termes duquel elle doit fournir à la coalition au moins soixante-cinq mille hommes en échange d'une importante subvention mensuelle du gouvernement britannique. Ce traité est considéré à juste titre comme un triomphe pour la diplomatie de Whitworth, bien que, malheureusement, juste avant la date fixée pour sa ratification définitive par les deux pays, la tsarine meurt en novembre 1796. Paul Ier, désireux d'adopter une politique originale, refuse d'apposer sa signature. Ce n'est qu'en juin 1798 que l'outrage commis par les Français sur l'ordre des chevaliers de Saint-Jean à Malte, qui l'avaient choisis pour protecteur, qu'il est enfin disposé à écouter les sollicitations de Whitworth. Ce dernier obtient son adhésion à une alliance offensive et défensive avec la Grande-Bretagne, dans le but de mettre fin aux empiétements de la France, en décembre 1798. Le traité ouvre la voie aux opérations de Suvarof et de Korsakof dans le nord de l'Italie et les Alpes.
Whitworth est alors au zénith de sa popularité à Saint-Pétersbourg et Paul presse le gouvernement britannique de l'élever à la pairie. La demande est facilement satisfaite et le 21 mars 1800, l'ambassadeur est nommé baron Whitworth, de Newport Pratt, comté de Mayo, dans la pairie d'Irlande, mais avant que le brevet lui arrive, le tsar s'est réconcilié avec Napoléon. Irrité, par ailleurs, par la saisie et l'occupation de Malte par les Britanniques, Paul renvoie brusquement Whitworth.

## Mission au Danemark
En juillet 1800, la saisie par le HMS Nemesis et une escadre britannique de la frégate danoise Freya ainsi que son convoi, pour s'être opposés au droit de recherche britannique mènent à des relations tendues avec le Danemark. Afin d’anticiper tout mouvement hostile des Danois, le gouvernement britannique envoie Whitworth au mois d’août en mission spéciale à Copenhague. Pour donner plus de poids à cette mission, un escadron de neuf navires de ligne, composé de cinq frégates et de quatre bombardes, est envoyé à Sound par l’amiral Archibald Dickson. Les batteries côtières danoises sont encore très incomplètes et les arguments avancés par Whitworth se révèlent efficaces. Il rentre en Angleterre le 27 septembre et est nommé conseiller privé le 5 novembre.

## Mariage
Son ancien ami, John Sackville (3e duc de Dorset), est décédé en juillet 1799 et le 7 avril 1801, il épouse sa veuve, la duchesse Arabella Diana. Elle est une femme capable de trente-deux ans, avec un goût pour le pouvoir et le plaisir, dit Wraxall, "toujours subordonnée à son économie". À la mort du duc, elle entre en possession de 13 000 £ par an, en plus de l'arrondissement d'East Grinstead, ainsi que Dorset House et Knole House.

## Ambassadeur à Paris
Le traité d'Amiens est conclu le 27 mars 1802 et Whitworth est choisi pour occuper le poste important d'ambassadeur à Paris. Ses instructions sont datées du 10 septembre 1802 et, deux mois plus tard, il part avec un grand train et est reçu à Calais avec enthousiasme. Une période considérable s'est écoulée depuis la visite d'un ambassadeur britannique en France. Il est présenté à Napoléon et Joséphine de Beauharnais le 7 décembre et six jours plus tard, sa femme est reçue à Saint-Cloud. Dès le 23 décembre, Whitworth mentionne dans une dépêche la rumeur selon laquelle le premier consul médite son divorce et la prise du titre impérial, mais lors de son premier séjour à Paris, il semble y avoir un accord tacite pour éviter les sujets désagréables. Napoléon ignore les attaques de la presse anglaise, le maintien de l'occupation de Malte et l'évacuation prolongée de l'Égypte, tandis que l'Angleterre garde le silence sur les récentes agressions françaises en Hollande, au Piémont, à Île d'Elbe, à Parme et en Suisse.
Le gouvernement britannique s’obstine cependant à refuser de quitter Malte tant que les différentes puissances n’ont pas signé de garantie, ce qui garantit la possession de l’île aux chevaliers de Saint-Jean. Cette difficulté, qui constitue le nuage le plus sombre de l’horizon diplomatique, est soulevée pour la première fois par Talleyrand le 27 janvier 1803. Trois jours plus tard, un rapport remplissant huit pages du Moniteur est publié par le colonel Horace Sébastiani, envoyé par Napoléon en mission d'enquête spéciale en Égypte. Dans ce rapport, les informations militaires sont entremêlées de propos désobligeants à l'égard de l'Angleterre, pays dans lequel le document est interprété de manière plausible comme une préface à une seconde invasion de l’Égypte par les Français. Le ministère d'Addington donne par conséquent instruction à Whitworth, par l'intermédiaire du ministre des Affaires étrangères Robert Jenkinson, de se raidir contre toute demande d'évacuation rapide de Malte. Le 18 février, Napoléon convoque l'ambassadeur et, après un discours orageux, se termine par un appel mémorable: "Unissons-nous plutôt que de nous battre, nous voulons tous ensemble pour l'avenir du monde".

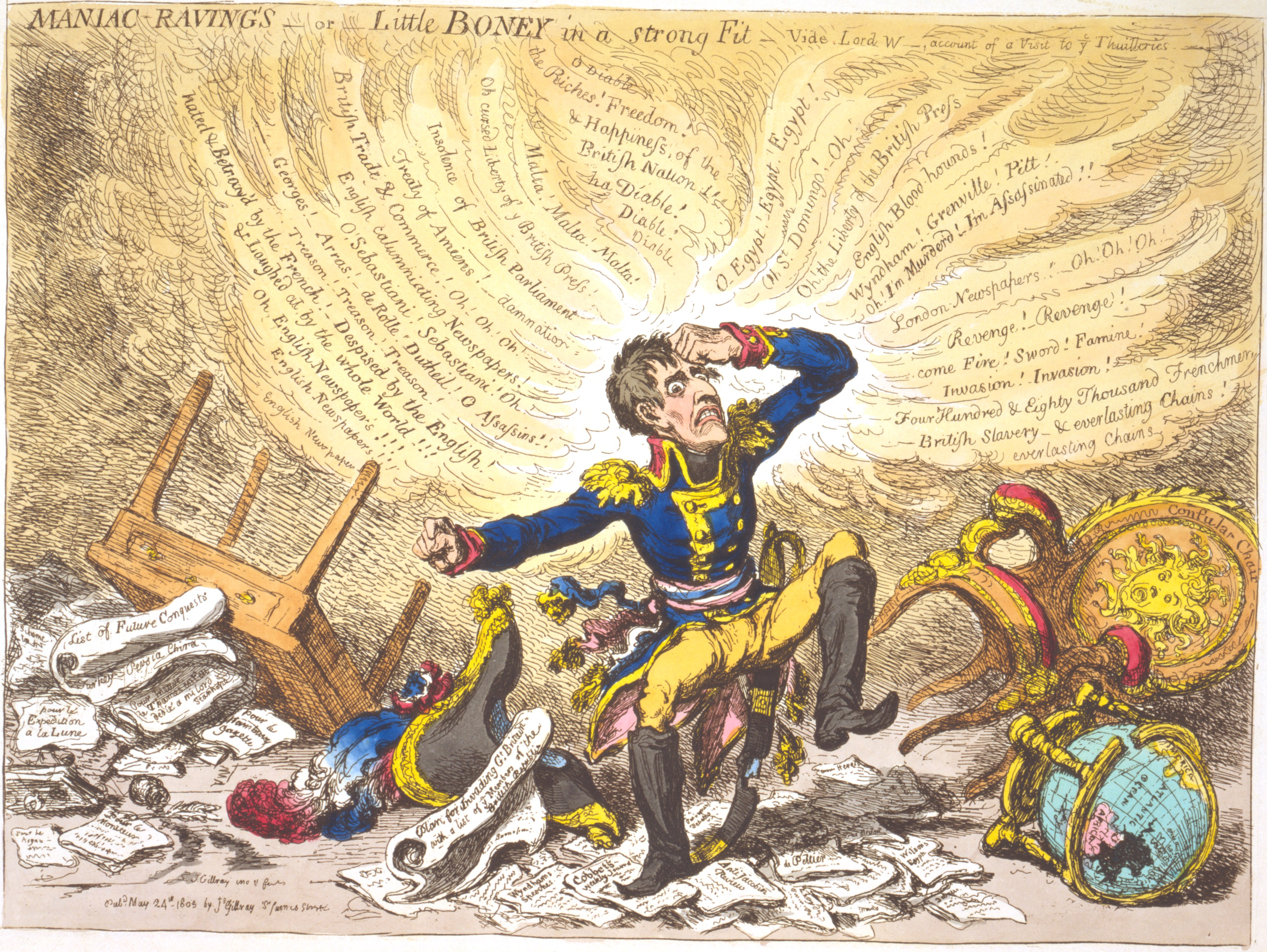
Dans Maniac-Ravings - ou Little Boney en forte forme (1803), James Gillray a caricaturé la tirade de Napoléon à Whitworth aux Tuileries le 13 mars 1803.

La crise, d'une importance extrême dans la carrière de Napoléon ainsi que dans l'histoire de l'Angleterre, est dénouée le 13 mars 1803, date de la célèbre scène entre Napoléon et l’ambassadeur de Grande-Bretagne aux Tuileries. À l’issue d’une violente tirade devant la cour au grand complet, Napoléon s’écrie à Whitworth: «Malheur à ceux qui ne respectent pas les traités. Ils en seront responsables à toute l'Europe. " . "Il était trop agité", dit l'ambassadeur, "pour prolonger la conversation; je n'ai donc pas répondu, et il s'est retiré dans son appartement en répétant la dernière phrase." Deux cents personnes ont entendu cette conversation ("si on peut l'appeler"), "et je suis persuadé", ajoute Whitworth, "qu'il n'y avait pas une seule personne qui ne ressentait pas l'extrême inconvenance de sa conduite et le manque total de dignité ainsi que de décence à l'occasion ". L'entretien n'est cependant pas final (comme on l'a souvent dit à tort). Whitworth est de nouveau reçu par le premier consul le 4 avril, alors que les corps diplomatiques attendent une audience pendant quatre heures tandis que Napoléon inspecte les sacs à dos. "Quand cette cérémonie a eu lieu, il nous a reçus et j'avais toutes les raisons d'être satisfait de sa conduite envers moi" (Whitworth à Hawkesbury, 4 avril 1803). Napoléon souhaite temporiser jusqu'à ce que ses préparatifs soient un peu plus avancés, mais les pourparlers ont désormais peu d'importance. Le 1er mai, une indisposition empêche l'ambassadeur d'assister à la réception aux Tuileries, il exige ses passeports et le 18 mai, la Grande-Bretagne déclare la guerre à la France. Whitworth arrive à Londres le 20 mai après avoir rencontré l'ambassadeur de France, Antoine François Andréossy, trois jours plus tôt à Douvres .
Irrité par son incapacité à l'assommer par une manifestation de violence (comme celle qui avait tant découragé les plénipotentiaires vénitiens avant le Traité de Campo-Formio), Napoléon n'hésite pas à suggérer dans un de ses journaux que Whitworth a été au courant du meurtre de Paul Ier en Russie. À Sainte-Hélène en juillet 1817, il parle de lui comme "habile" et "adroit", mais il a toujours maintenu que la version acceptée de la célèbre interview du 13 mars était "plein des faussetés" .

## Dernières années
Après son retour, n'occupant aucun siège dans aucune des chambres du Parlement, Whitworth reste en retrait, mais en 1813, en raison des liens de sa femme avec Lord Liverpool, il est nommé le 2 mars Lord de la chambre de George III et, le 3 juin, il est nommé Lord lieutenant d'Irlande, successeur du duc de Richmond, poste qu’il occupe jusqu’en octobre 1817. Le même mois, il est créé pair anglais, comme vicomte Whitworth, d'Adbaston, dans le comté de Stafford. Le 2 janvier 1815, il est promu grand croix de l'Ordre du Bain et le 25 novembre, il est créé baron Adbaston, dans le comté de Stafford, et comte Whitworth. Après la restauration des Bourbons en France, qu'il approuve vivement, il se rend à Paris en avril 1819 avec la duchesse de Dorset et un train nombreux. Il rend visite à Louis XVIII et aux princes, mais évite soigneusement tout entretien avec les ministres. Il revisite Paris en octobre sur le chemin de Naples, où il est reçu avec une grande distinction, bien que la visite n'ai pas eu d'importance politique. Il rentre en Angleterre et s'installe à Knole Park en 1820, sa dernière apparition publique ayant lieu pour le couronnement de George IV le 19 juillet 1821.
Lord Whitworth décède à Knole le 13 mai 1825, sans descendance et ses titres s'éteignent. Son testament fait de la duchesse de Dorset, son légataire universel. La duchesse meurt à Knole le 1er août suivant et est enterrée le 10 août à Withyam, Sussex. Son fils unique (de son premier mari), le quatrième duc de Dorset, étant décédé en 1815 après une chute de cheval, sa grande propriété (estimée à 35 000 £ par an) est partagée entre ses deux gendres, le comtes de Plymouth et De la Warr.

## Sources
- David Bayne Horn : représentants diplomatiques britanniques, 1689-1789. - Londres : Les bureaux de la société, 1932, p.   94, 119
- Stanley Thomas Bindoff : Représentants diplomatiques britanniques, 1789-1852. - Londres : Les bureaux de la société, 1934, pp.   108–9

## liens externes
- Ressources relatives aux beaux-arts :   - British Museum
  - National Portrait Gallery
- Ressource relative à la vie publique :   - Hansard 1803–2005
- Ressource relative à la recherche :   - Isidore
- Notices dans des dictionnaires ou encyclopédies généralistes :   - Collective Biographies of Women
  - Deutsche Biographie
  - Dictionary of Irish Biography
  - Oxford Dictionary of National Biography
- Notices d'autorité :   - VIAF
  - ISNI
  - BnF (données)
  - LCCN
  - GND
  - Pologne
  - NUKAT
  - WorldCat